# Finote Selam
Finote Selam è una città dell'Etiopia, situata nella regione di Amhara a 1.916 m s.l.m. di altezza.